# 若羌楼兰机场
若羌楼兰机场是位于中国新疆维吾尔自治区巴音郭楞蒙古自治州若羌县吾塔木乡西塔提让村西侧的民用支线机场，承担航空运输支线、通用航空的飞行任务。
若羌民用机场总投资约5.1亿元，飞行区按4C标准设计，新建一条2800米跑道，航站区按满足2020年游客量吞吐12万人次、货物吞吐量480吨的目标设计，航站楼总面积3000平方米。
2018年3月29日，若羌楼兰机场正式通航，结束了若羌县没有民用航空机场的历史。
2019年若羌机场吞吐量达131,110 人次，较前一年提高了298%。

## 航空公司和航点

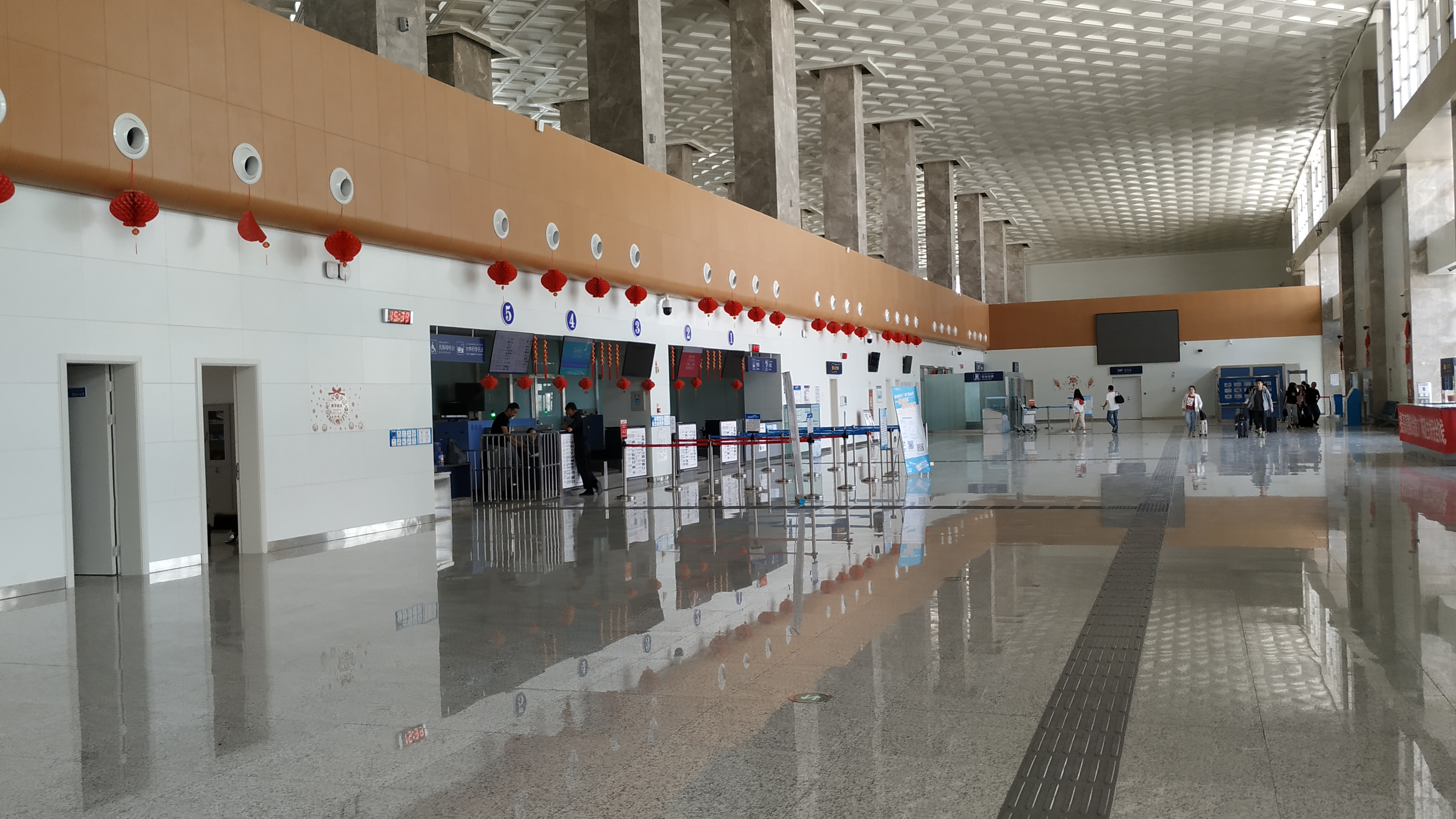
若羌机场航站楼内部

| 航空公司 | 目的地         |
| -------- | -------------- |
| 山東航空 | 烏魯木齊、鄭州 |
| 華夏航空 | 且末、庫爾勒   |

## 交通
机场至城区无机场大巴，出租车约20元人民币。

## 注脚
1. ↑  . 民航资源网.   [2014-10-30]. （原始内容存档于2019-08-20）.
2. ↑  . 中新网. 2018-03-29  [2018-10-13]. （原始内容存档于2019-08-11）.
3. ↑  . 中国民用航空局.   [2020-05-03]. （原始内容存档于2020-03-09）.